# (8137) Kvíz
(8137) Kvíz – planetoida z pasa głównego asteroid okrążająca Słońce w ciągu 3 lat i 202 dni w średniej odległości 2,33 au. Została odkryta 19 września 1979 roku w Obserwatorium Kleť. Nazwa planetoidy pochodzi od Zdenka Kvíza (1932–1993), czeskiego astronoma. Została zasugerowana przez Janę Tichą. Przed jej nadaniem planetoida nosiła oznaczenie tymczasowe (8137) 1979 SJ.